# Euphratbrücke der Bagdadbahn
Die Euphratbrücke der Bagdadbahn (türkisch Karkamış Köprüsü) ist eine eingleisige Eisenbahnbrücke über den Euphrat zwischen dem türkischen Ort Karkamış am Westufer und dem türkischen Ostufer unmittelbar nördlich der syrischen Grenze, jenseits deren sich der Ort Dscharabulus befindet, der früher Djerablisse genannt wurde.

## Geografische Lage
Die 800 m lange Brücke überquert den durch eine Insel an dieser Stelle in zwei etwa gleich große Arme aufgeteilten Euphrat mit einer Folge von zehn stählernen Halbparabelträgern mit jeweils 80 m Stützweite. Heute ist der Strom hier durch den Tischrin-Damm etwas aufgestaut.
Zur Zeit des Baus der Brücke gehörten sowohl die heutige Türkei als auch Syrien zum Osmanischen Reich. Die Grenze zwischen beiden Staaten entstand nach dem Ersten Weltkrieg. Sie wurde dabei in weiten Strecken – und so auch hier – unmittelbar südlich des Verlaufs der Eisenbahnstrecke gezogen. Die Brücke befindet sich so unmittelbar nördlich der türkisch-syrischen Grenze.

## Geschichte

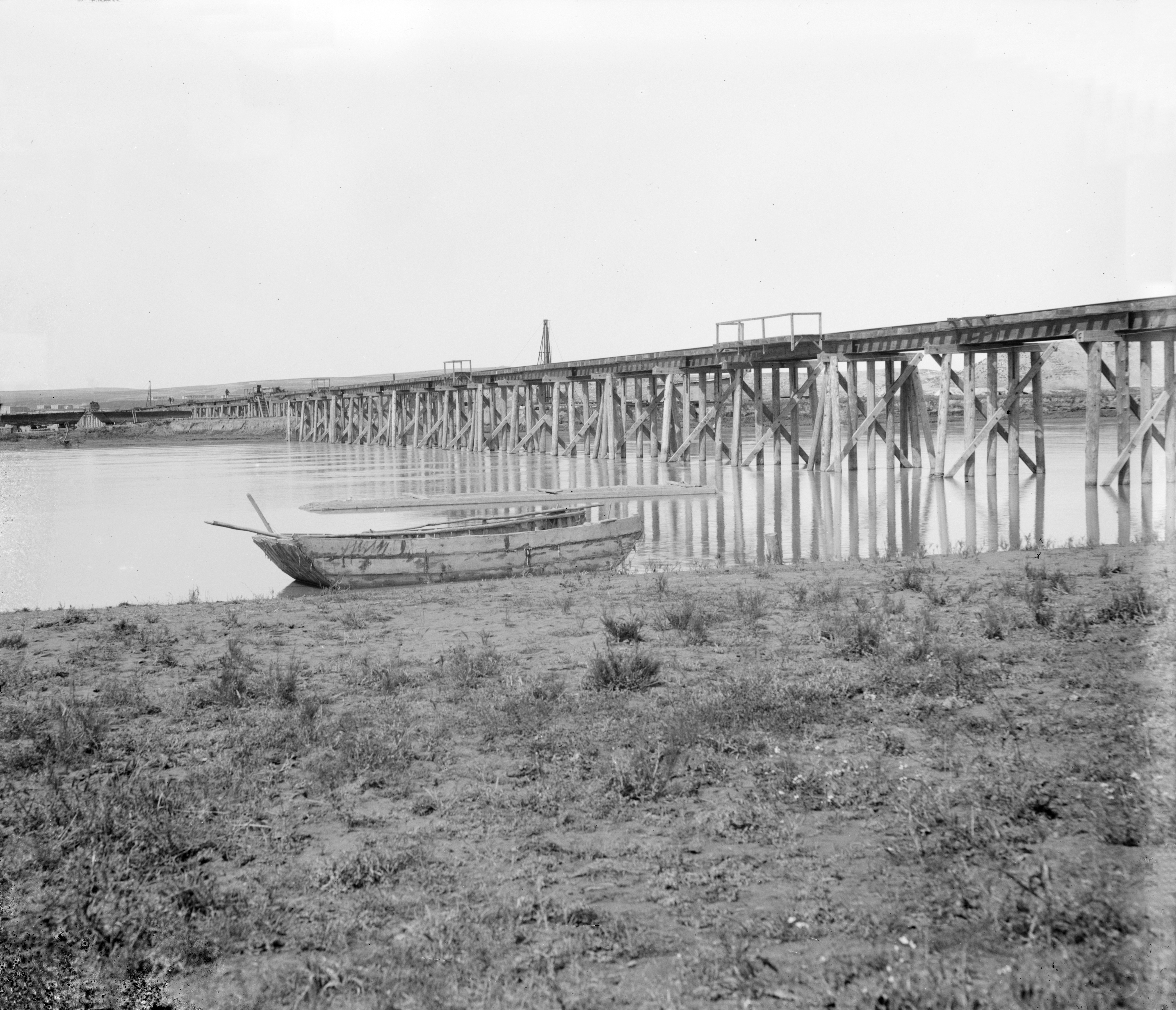
Hölzerne Vorgängerin der jetzigen Brücke

Zunächst wurde eine hölzerne Bahnbrücke erbaut, um den Bahnbetrieb schon über den Euphrat zu führen, bis die Stahlbrücke sie ersetzen würde. Die Stahlbrücke war ein Teil der von Philipp Holzmann als Generalunternehmer unter der Leitung von Otto Riese gebauten Bagdadbahn. Der stählerne Überbau wurde von der Deutsch-Luxemburgischen Bergwerks- und Hütten-AG, Abteilung Dortmunder Union hergestellt und nach den für die preußische Staatsbahn gültigen Vorschriften berechnet. Die Produktion begann im Sommer 1913. Zwischen Herbst 1913 und dem späten Frühjahr 1914 wurden die Einzelteile über Bremen nach Tripolis im heutigen Libanon (damals Sandschak Tripoli im Vilâyet Beirut) verschifft und von dort mit der Eisenbahn zur Baustelle transportiert. Seit Ende 1913 waren ein leitender Ingenieur mit einem Werkführer und 15 deutsche Arbeiter sowie 120 Mann örtliches Personal auf der Baustelle tätig. Beim Ausbruch des Ersten Weltkrieges waren vier Brückenfelder fertiggestellt, das fünfte im Bau. Durch die Einberufung eines großen Teils des Personals mussten die Arbeiten zwei Monate unterbrochen werden, konnten danach aber weitgehend planmäßig fortgesetzt werden. Am 30. April 1915 erfolgte die Verkehrsübergabe.
Die Brücke scheint die Zeitläufe gut überstanden zu haben. Im November 2014 wurde jedoch der Zugverkehr auf der Strecke Gaziantep–Karkamış–Nusaybin der Bagdadbahn eingestellt, da der Verkehr unmittelbar entlang der türkisch-syrischen Grenze als zu gefährlich angesehen wurde.